# Gouverneur de la Banque de France
Le gouverneur de la Banque de France est le plus haut dirigeant de la Banque de France. 
L'actuel titulaire du poste est François Villeroy de Galhau depuis le 1er novembre 2015. 

## Nomination
Depuis la révision constitutionnelle du 23 juillet 2008, le gouverneur de la Banque de France est nommé par décret du président de la République après avis des commissions des finances de l'Assemblée nationale et du Sénat qui peuvent exercer leur droit de veto à la majorité des trois cinquièmes.

## Missions et responsabilités
Assisté de deux sous-gouverneurs et indépendant du pouvoir politique, il assure la direction de la Banque de France au service de ses trois grandes missions : la stratégie monétaire, la stabilité financière et les services à l'économie. 
Il en préside le Conseil général, qui délibère sur les questions relatives à la gestion des activités autres que celles relevant de l’Eurosystème. 
Il participe également au conseil des gouverneurs de la Banque centrale européenne qui détermine la politique monétaire de l’Eurosystème.

## Mandats associés
Dans le cadre de ses fonctions, plusieurs mandats sont confiés au gouverneur de la Banque de France, dans le cadre du Code monétaire et financier, parmi lesquels :
- Membre du conseil des gouverneurs de la Banque centrale européenne ;
- Président de l’Autorité de contrôle prudentiel et de résolution ;
- Membre du Haut conseil de stabilité financière ;
- Président de l’Observatoire de la sécurité des moyens de paiement ;
- Membre du conseil d’administration de la Banque des règlements internationaux ;
- Membre du Comité national de l’éducation financière.

## Rémunération
La rémunération du gouverneur et des deux sous-gouverneurs est fixée par l’article R142‑19 du Code monétaire et financier. En 2016, la rémunération brute totale du gouverneur est de 283 129 euros, plus une indemnité logement de 67 716 euros. Il est également membre de droit du conseil d'administration de la Banque des règlements internationaux à Bâle, ce siège lui rapporte 50 031 euros annuels supplémentaires, à quoi s'ajoute une prime d'assiduité du même montant s'il assiste au moins à 6 réunions, soit au total 100 062 euros. 
Les deux sous-gouverneurs touchent 223 255 euros, également en 2016. Aucun ne bénéficie de logement de fonction, mais d'une indemnité de logement brute de 5 643 euros par mois.

## Liste des gouverneurs
| Date de nomination | Date de nomination | Nom                         | Portrait |
| ------------------ | ------------------ | --------------------------- | -------- |
| 25 avril 1806      |                    | Emmanuel Crétet             |          |
| 9 août 1807        |                    | François Jaubert            |          |
| 6 avril 1814       |                    | Jacques Laffitte            |          |
| 6 avril 1820       |                    | Martin Michel Gaudin        |          |
| 4 avril 1834       |                    | Antoine d'Argout            |          |
| 18 janvier 1836    |                    | Jean-Charles Davillier      |          |
| 6 septembre 1836   |                    | Antoine d'Argout            |          |
| 9 juin 1857        |                    | Charles Le Bègue de Germiny |          |
| 15 mai 1863        |                    | Adolphe Vuitry              |          |
| 28 septembre 1864  |                    | Gustave Rouland             |          |
| 18 janvier 1879    | [ a ]              | Ernest Denormandie          |          |
| 18 novembre 1881   | [ b ]              | Pierre Magnin               |          |
| 24 décembre 1897   | [ c ]              | Georges Pallain             |          |
| 25 août 1920       | [ d ]              | Georges Robineau            |          |
| 26 juin 1926       | [ e ]              | Émile Moreau                |          |
| 25 septembre 1930  | [ f ]              | Clément Moret               |          |
| 2 janvier 1935     | [ g ]              | Jean Tannery                |          |
| 6 juin 1936        | [ h ]              | Émile Labeyrie              |          |
| 20 juillet 1937    | [ i ]              | Pierre Fournier             |          |
| 31 août 1940       | [ j ]              | Yves Bréart de Boisanger    |          |
| 7 octobre 1944     | [ k ]              | Emmanuel Monick             |          |
| 19 janvier 1949    | [ l ]              | Wilfrid Baumgartner         |          |
| 21 janvier 1960    | [ m ]              | Jacques Brunet              |          |
| 8 avril 1969       | [ n ]              | Olivier Wormser             |          |
| 14 juin 1974       | [ o ]              | Bernard Clappier            |          |
| 21 novembre 1979   | [ p ]              | Renaud de La Genière        |          |
| 14 novembre 1984   | [ q ]              | Michel Camdessus            |          |
| 16 janvier 1987    | [ r ]              | Jacques de Larosière        |          |
| 13 septembre 1993  | [ s ]              | Jean-Claude Trichet         |          |
| 9 septembre 1999   | [ t ]              | Jean-Claude Trichet         |          |
| 22 octobre 2003    | [ u ]              | Christian Noyer             |          |
| 29 octobre 2009    | [ v ]              | Christian Noyer             |          |
| 30 septembre 2015  | [ w ]              | François Villeroy de Galhau |          |
| 27 octobre 2021    | [ x ]              | François Villeroy de Galhau |          |